# Autodesk Smoke
Autodesk Smoke was een Mac-applicatie die video's kan bewerken. Het kent ondersteuning voor visuele effecten en niet-lineaire videobewerking. Vroeger was er ook een Linux-versie. 
Autodesk is gestopt met het programma op 7 september 2022. Flame Assist zou een opvoler kunnen zijn.